# خورموج

پارک ولیعصر خورموج -ورودی شمالی شهر-

خورموج یکی از شهرهای استان بوشهر در ایران است. شهر خورموج مرکز شهرستان دشتی در ۵۵ کیلومتری جنوب شرق بندر بوشهر و در میانه استان بوشهر قرار دارد.
ارتفاع شهر خورموج از سطح دریا ۷۰ متر و وسعت آن ۹۶۴ هکتار می‌باشد. آب و هوای آن گرم و خشک می‌باشد که حداقل و حداکثر دما در طول سال از ۳- تا ۴۳ درجه متغیر است. میزان بارندگی بین ۲۰۰ تا ۲۸۵ میلی‌متر متفاوت است. خورموج در طول جغرافیایی ۵۱درجه ۲۳دقیقه شرقی و عرض جغرافیایی آن ۲۸درجه ۳۹دقیقه شمالی است. مردم آن به گویش دشتی و ترکی قشقایی  صحبت می‌کنند.
شهر خورموج به دلیل منطقه گردشگری و دسترسی به استان فارس و قرار گرفتن در ناحیه میدان پارس شمالی اهمیت زیادی دارد. به همین دلیل پیش‌بینی شده تا در سال ۱۴۲۰ ظرفیت حدود ۲۰۰ هزار نفری را در خود دربر گیرد.

## جمعیت
بر اساس آمار سرشماری رسمی ایران در سال ۱۳۹۵ جمعیت آن ۵۲٫۰۷۹ نفر (۱۱٫۵۳۷) می‌باشد. بر همین اساس در سال ۱۳۹۰ جمعیت این شهر ۴۰٬۷۲۲ نفر (۸۷۷۷ خانوار) بوده و در سال ۱۳۸۵ جمعیت آن ۳۱٬۶۶۷ نفر بوده‌است.

## گردشگری
- مسجد جامع خورموج که در کنار قلعه اصلی محمدخان دشتی محل اسکان قدمای خورموج قرار دارد.
- قلعه محمدخان دشتی،
- آتشکده خورموج،
- قلعه دختر،
- عمارت شیرینه
- منطقه گردشگری بنگه
- بوستان بزرگ مفتون (۲۵هکتار)
- موزه محمد خان دشتی

## قلعه خورموج
قلعه خورموج یکی از آثار شکوهمند تاریخی استان بوشهر است که طی زمان تغییر یافته و روی به ویرانی گذاشت است. قلعه خورموج شامل چهار حصار، چهار قلعه، اندرونی، عمارت مرکزی و قراولخانه و اصطبل بوده‌است. قسمتی از ان به نام قلعه محمد خان دشتی و قسمت دیگر آن به نام قلعه جلال خان معروف بوده‌است. این قلعه در شهر خورموج واقع شده‌است. سبک معماری آن سلجوقی و متأثر از سبک قلعه سازی دوره ساسانی است که با استفاده از تاق نماها و گچبری در آرایش دیوارها و درون اتاق‌ها بنا شده‌است. قلعه خورموج یکی از آثار شکوهمند تاریخی استان بوشهر است که طی زمان تغییر یافته و روی به ویرانی گذاشت است. قلعهٔ محمد خان دشتی در سال ۱۳۷۹در فهرست آثار ملی به شمارهٔ ۳۰۳۲ به ثبت رسید. این اثر که یکی از با شکوه‌ترین نمونه‌های معماری دوره قاجاریه و دارای تزئینات بدیع و منحصر به فردی است، بارها مورد تاخت و تاز قرار گرفته‌است. این اثر ملی که زمانی با برجهای متعدد و گوشواره‌های زیبا، هیبت و شکوه خود را به رخ هر رهگذری می‌کشید، امروز در میان انبوهی از ساختمانهای چند طبقهٔ شهری محاصره شده‌است.

## تاریخچه
این شهر از لحاظ مذهبی و فرهنگی پیشینه طولانی در منطقه دشتی دارد. قدمت این شهر به قبل از اسلام برمی‌گردد و وجود آثار و ابنیه تاریخی در این شهر حکایت از قدمت باستانی آن دارد.
خورموج یکی از مهم‌ترین مراکز منطقه تاریخی، فرهنگی و قومی دشتی قدیم است. محل اسکان اهالی قدیم در نخلستان‌ها و در کنار باغات، واقع در غرب خورموج کنونی (غرب جاده بوشهر کنگان) بوده که بر اساس شنیده‌ها، در آنجا دو مسجد بوده که موقعیت نسبی آن مشخص است و آثاری از آن دو موجود نمی‌باشد. یکی از آن‌ها در شمال غرب گلزار شهدا و در قطعه زمینی تحت عنوان «نیمخر» که بعضاً آن قطعه زمین را زمین مسجدی یاد می‌کنند و مسجد دیگر کمی پایین‌تر از آن در محل باغ انجیر و تل بسیار کوچک و کم ارتفاعی که آن قطعه را تحت نام «تل مسجدی» خطاب می‌نمایند که آثار کرسی و پی آن تقریباً موجود می‌باشد.

## وجه تسمیه
در وجه تسمیه این شهر سه نظر نزدیک به هم گفته شده یکی اینکه چون نور خورشید در دشت آن با طلوع از کوهی بلند درخشش خاص دارد و موج می‌زند؛ از این نظر نام این منطقه خورموج شده‌است. دوم اینکه به نظر می‌رسد نام خورموج مناسبتی با نام‌های ساسانی داشته و از از نام هرمز مشتق‌شده باشد که بعدها تبدیل به هرموز؛ هرموج و خورموج شده‌است و امروز خورموج می‌نویسند.

## مراکز علمی و آموزشی
- دانشگاه علمی کاربردی مرکز دشتی[۸]